# Denis Jolly
Pour les articles homonymes, voir Jolly.
Denis Jolly est un fontainier et entrepreneur français du XVIIe siècle. Il conçut plusieurs pompes pour alimenter le parc de Versailles
Il fut le fontainier de Fouquet au château de Vaux-le-Vicomte. En 1654, il rachète pour 24 000 livres la charge des pompes du Pont Neuf à Paris à Pierre Hubault, fontainier du roi. Il commence à travailler pour Louis XIV en entretenant la pompe créée par en 1632 par François Robin et refaite par Claude Denis en 1642. En mars 1664, il se voit confier la réalisation d'une pompe à Boissière et deux pompes au potager du Roi. Il va alors travailler régulièrement sur l'hydraulique du parc de Versailles, réalisant en grande partie la plomberie de la ménagerie royale. Entre 1664 et 1665, il conçoit avec le fontainier Thomas Francine les jeux d'eaux de la grotte de Téthys. Il installe également une nouvelle pompe au pont Notre-Dame et travaille aussi au château de Vincennes. En 3 ans, il percevra plus de 300 000 livres pour ses travaux à Versailles.  
Mais en 1670, ses fraudes sur les fournitures de plomb à Versailles sont dénoncées par un « sieur Bernard »  (son neveu ou son beau-fils) à Charles Perrault alors contrôleur général de la Surintendance des bâtiments du roi. Jolly n'en reconnaitra qu'une partie et perdra tous ses contrats avec le roi mais également ceux de Paris et ne pourra plus répondre aux appels d'offres royaux. Il conservera néanmoins la manœuvre des fontaines du parc de Versailles sans doute du fait de leur technicité qu'il maitrisait.  
Il est remplacé dans sa charge par Claude Denis.